# Brice Samba (football, 1971)
Ne pas confondre avec son fils aîné, footballeur né en 1994 et portant le même nom que lui.
Pour les articles homonymes, voir Brice Samba et Samba.
Brice Samba, né le 26 mars 1971 à Brazzaville est un footballeur international congolais. Il a évolué au poste de gardien de but entre 1989 et 2004.
Avec la sélection congolaise, il participe à la CAN 1992 et à la CAN 2000. Son fils qui porte le même nom que lui est aussi gardien de but, au Stade Rennais.

## Biographie
Brice Samba naît à Brazzaville le 26 mars 1971, il est le sixième d'une famille de 11 enfants. Il a 7 frères, et 3 sœurs.
En 1987, alors qu'il n'a que 15 ans, il rejoint, à l'insu de ses parents un club pro, le Kotoko de Mfoa. Au bout de quelque temps, il est remarqué par le club le plus populaire du pays, Les Diables Noirs qui le veulent à tout prix chez eux.
Il intègre donc les Diables Noirs, alors âgé de 18 ans. Rapidement titulaire puis capitaine de l'équipe, il remporte le championnat du Congo en 1991 ainsi que précédemment la Coupe du Congo en 1989 et 1990. 
Alors qu'il espère trouver un club en France après une Coupe d'Afrique des nations réussie, il rejoint finalement Africa Sports d'Abidjan en Côte d'Ivoire en 1993. Il est champion de Côte d'Ivoire en 1996 et 1999 et remporte la Coupe d'Afrique des vainqueurs de coupe 1999. Il joue également quatre finales de coupe mais n'en remporte qu'une.
Il finit sa carrière à Pacy-sur-Eure qui évolue en troisième division francaise où il joue de 2000 à 2004.
Avec la sélection, il s'illustre lors des éliminatoires de la CAN 1992 et est décisif dans la qualification. Il joue quatre matches en 1992 au Sénégal lors de la coupe d'Afrique des nations 1992 où l'équipe atteint les quarts de finale et trois matches avec l'équipe nationale congolaise lors de la coupe d'Afrique des nations 2000.

## Carrière
- 1987-1989 :  Kotoko de Mfoa
- 1989-1993 :  Diables Noirs
- 1993-2000 :  Africa Sports
- 2000-2004 :  Pacy-sur-Eure[2]

## Palmarès
Capitaine de son équipe, il est champion du Congo en 1991 et remporte avec les Diables noirs des trophées tels que la Coupe du Congo en 1989 et 1990. 
Avec Africa Sports, il est champion de Côte d'Ivoire en 1996 et 1999 et vice-champion en 1991, 1993 et 1994. Il remporte la Coupe de Côte d'Ivoire en 1998 et s'incline en finale des éditions 1994, 1996 et 1997. Il remporte également la Coupe d'Afrique des vainqueurs de coupe 1999 face au Club africain.

## Style de jeu
Brice aime le show, il perd très rarement ses duels face aux attaquants, même les plus réputés. Il enflamme souvent le public avec ses acrobaties et ses arrêts particulièrement spectaculaires. Il exécute régulièrement des saltos de diverses types au cours de ses interventions et s’en sert également pour impressionner et divertir le public. Ses arrêts, aussi imprévisibles que précis se caractérisent par une détente de très grande portée pour un sportif de son gabarit.